# Бочаров, Михаил Тимофеевич
Михаил Тимофеевич Бочаров (12 сентября 1919, деревня Григорьево, Тульская губерния, РСФСР — 9 марта 2007, Москва, Россия) — советский и российский актёр театра и кино.

## Биография
Родился 12 сентября 1919 года в деревне Григорьево Тульской губернии.
В 1936 году поступил в Театральное училище имени Щепкина, окончил в 1940 году. До 1941 года работал в Ашхабадском театре имени Пушкина. Участвовал в Великой Отечественной войне, воевал два года в Советской армии. Руководил ансамблем войск Волховского фронта. После войны работал в театрах «Фронтовой» при Центральном доме Красной Армии, Малом театре в Москве, Литературном театре ВТО, театре «Ромэн», Театре имени Гоголя.
Снимался в кино с середины 1950-х годов.
Скончался 9 марта 2007 года в возрасте 87 лет в Москве. Похоронен на Бутовском кладбище.

## Фильмография
- 1956 — Поэт — революционер
- 1957 — Коммунист — коммунист
- 1957 — Ночной патруль — Михалев
- 1957 — Случай на шахте восемь — работник шахты
- 1957 — Цель его жизни
- 1957-1958 — Тихий Дон — эпизод
- 1958 — На дорогах войны — Седых
- 1959 — Золотой эшелон — начальник станции
- 1960 — Бессонная ночь — эпизод
- 1963 — Оптимистическая трагедия — матрос
- 1964 — Председатель — Маркин
- 1967 — Война и мир — мастеровой
- 1969 — Адъютант его превосходительства — надзиратель
- 1970 — Поезд в завтрашний день — эпизод
- 1970 — Сердце России — большевик
- 1971 — 12 стульев — актер театра «Колумб»
- 1971 — Слушайте на той стороне — начальник станции
- 1971 — Ты и я — участковый
- 1972 — Горячий снег — полковник
- 1972 — Моя жизнь — приказчик
- 1972 — Свеаборг — военный
- 1972 — Самый последний день
- 1973 — Высокое звание — военный командир
- 1973 — Своя земля — Игнат
- 1973 — Семнадцать мгновений весны — полицейский
- 1973 — Таланты и поклонники — господин
- 1973-1983 — Вечный зов — конвоир / муж Евдошихи
- 1975 — Вариант «Омега» — разведчик
- 1975 — От зари до зари — однополчанин
- 1975 — Пропавшая экспедиция — Калганов
- 1975 — Роса — Прокопович
- 1976 — Будёновка — белый солдат
- 1976 — Ты — мне, я — тебе — любитель бани
- 1977 — Запасной аэродром — Петрович
- 1977 — Красный чернозём — Богдан Кирьянович Горбатов
- 1977 — Поединок в тайге — эпизод
- 1977 — Риск — благородное дело — вахтер
- 1977 — Служебный роман — сотрудник статистического учреждения
- 1978 — Мой ласковый и нежный зверь — гость
- 1978 — Мятежная баррикада — эпизод
- 1978 — Поговорим, брат... — старшой казак
- 1979 — Возьми меня с собой — разбойник
- 1979 — Москва слезам не верит — Борис Александрович
- 1979 — Отец и сын — Иван-солдат
- 1980 — Эскадрон гусар летучих — мужик
- 1980 — Охота на лис — Виктор Семенович
- 1981 — Немухинские музыканты — эпизод
- 1981-1982 — Россия молодая — капрал
- 1982 — Безумный день инженера Баркасова — фельдшер
- 1982 — Не хочу быть взрослым — дядя Гриша
- 1983 — Демидовы — Кулебяка
- 1983 — Таежный моряк — дядя Леша
- 1983 — Тревожное воскресенье — дежурный на пожарной станции
- 1984 — Инопланетянка — боевой друг Блинкова-старшего
- 1984 — Кто сильнее его — эпизод
- 1984 — Невероятное пари, или Истинное происшествие, благополучно завершившееся сто лет назад — мужик, грузящий мешки с мукой
- 1984 — Предел возможного — Степаныч
- 1984 — Приходи свободным — член военного совета
- 1984-1986 — Михайло Ломоносов — солдат
- 1985 — В. Давыдов и Голиаф
- 1985 — Внимание! Всем постам... — пассажир
- 1985 — Подружка моя — начальник участка в ПМК
- 1986 — Борис Годунов — горожанин
- 1986 — Голова Горгоны — фотограф
- 1986 — Пётр Великий — боярин
- 1987 — Дни и годы Николая Батыгина — участник совещания
- 1988 — На помощь, братцы! — боярин
- 1989 — Пиры Валтасара, или Ночь со Сталиным — эпизод
- 1990 — Арбатский мотив — эпизод
- 1990 — Аферисты — пенсионер
- 1990 — Гулять так гулять. Стрелять так стрелять… — швейцар
- 1990 — Затерянный в Сибири — эпизод
- 1990 — Мир в другом измерении
- 1990 — Под северным сиянием — эпизод
- 1990 — По прозвищу «Зверь» — эпизод
- 1990 — Рыцарский замок — эпизод
- 1990 — Танк «Клим Ворошилов-2» — старик
- 1991 — Люк — бомж
- 1991 — Небеса обетованные — бомж в ушанке
- 1991 — Одиссея капитана Блада — эпизод
- 1991 — Царь Иван Грозный — разбойник
- 1992 — Воспитание жестокости у женщин и собак — понятой
- 1992 — Гардемарины III — эпизод
- 1992 — Ка-ка-ду — эпизод
- 1992 — Трактористы II — эпизод
- 1993 — Бегущий по льду — зэк
- 1993 — Золото — кардинал
- 1993 — Играем «Зомби», или Жизнь после битв — начальник милиции
- 1993 — Кодекс бесчестия — грузчик в аэропорту
- 1993 — Раскол — эпизод
- 1994 — Мастер и Маргарита — литератор
- 1994 — Чёрный клоун — Никита Иванович Иванов
- 1994-1996 — Железный занавес — Егор Михайлович
- 1995 — Золотое дно — Николай
- 2001 — Семейные тайны — эпизод
- 2002 — Бригада — понятой
- 2003 — А поутру они проснулись — человек в плаще

## Семья
- Отец — Тимофей Григорьевич Бочаров
- Мать — Анастасия Михайловна Бочарова
- Сын — Михаил Тимофеевич Бочаров-младший

## Награды
- 1985 — Орден Отечественной войны II степени